# Romanogobio kesslerii
Romanogobio kesslerii är en fiskart som först beskrevs av Benedykt Dybowski 1862.  Romanogobio kesslerii ingår i släktet Romanogobio och familjen karpfiskar. IUCN kategoriserar arten globalt som livskraftig. Inga underarter finns listade i Catalogue of Life.